# شهرستان چیس (کانزاس)
شهرستان چیس، کانزاس (به انگلیسی: Chase County, Kansas) شهرستانی در ایالات متحده آمریکا است که در کانزاس واقع شده‌است.

## نگارخانه

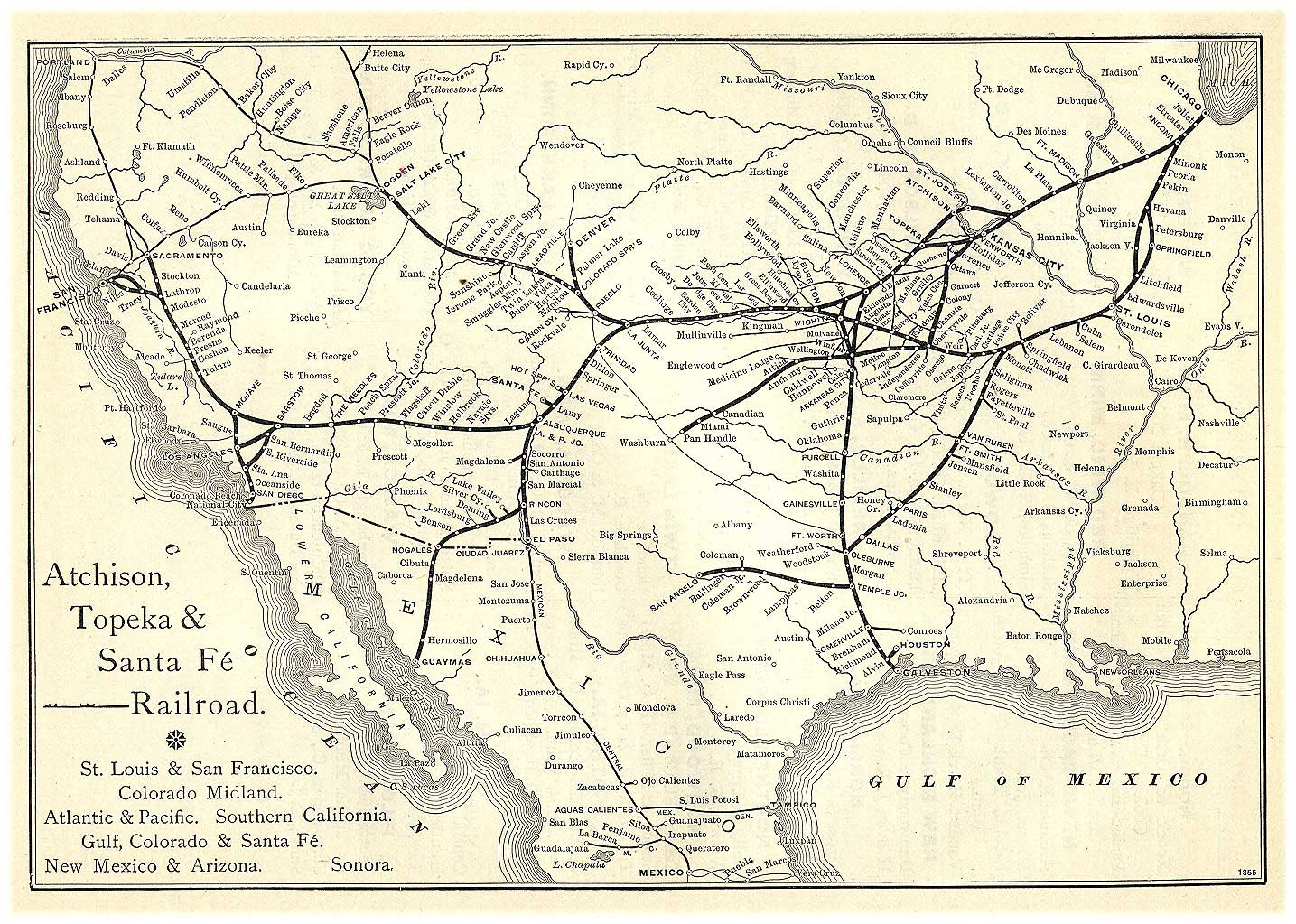
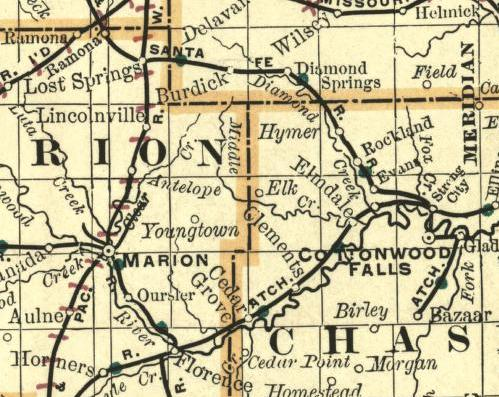
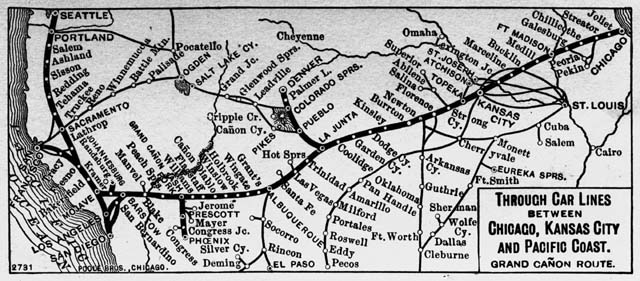
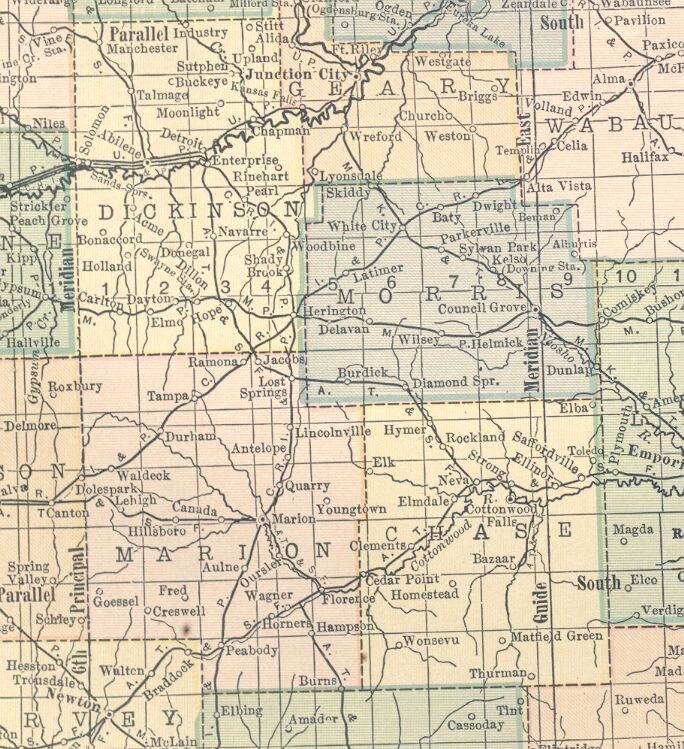
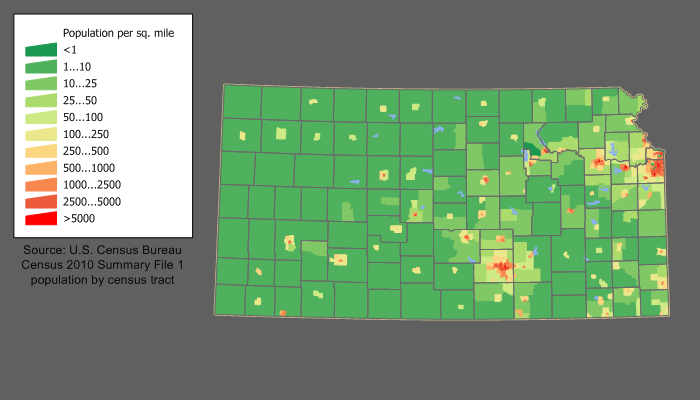